# بريستون (نبراسكا)
بريستون (بالإنجليزية: Preston, Nebraska)‏ هي منطقة سكنية تقع في الولايات المتحدة في مقاطعة ريتشاردسون، نبراسكا. يقدر عدد سكانها بـ 28 نسمة ومساحتها 0.16 كم2 وترتفع عن سطح البحر 287 متر.

## التركيبة السكانية
قام مكتب تعداد الولايات المتحدة بتحديد بيانات التركيبة السكانية لبريستون في تعداد الولايات المتحدة. في ما يلي، التركيبة السكانية حسب تعدادي 2000 و2010.

### تعداد عام 2000
بلغ عدد سكان بريستون 50 نسمة بحسب تعداد عام 2000، وبلغ عدد الأسر 15 أسرة وعدد العائلات 13 عائلة مقيمة في القرية. في حين سجلت الكثافة السكانية 798.5 نسمة لكل ميل مربع (308.3/كم2). وبلغ عدد الوحدات السكنية 16 وحدة بمتوسط كثافة قدره 255.5 نسمة لكل ميل مربع (98.6/كم2).
وتوزع التركيب العرقي للقرية بنسبة 78.00% من البيض و 16.00% من الأمريكيين الأصليين.
بلغ عدد الأسر 15 أسرة كانت نسبة 40.0% منها لديها أطفال تحت سن الثامنة عشر تعيش معهم، وبلغت نسبة الأزواج القاطنين مع بعضهم البعض 73.3% من أصل المجموع الكلي للأسر، ونسبة 6.7% من الأسر كان لديها معيلات من الإناث دون وجود شريك، وكانت نسبة 13.3% من غير العائلات. وبلغ متوسط حجم الأسرة المعيشية 3.54، أما متوسط حجم العائلات فبلغ 3.33.
بلغ العمر الوسطي للسكان 36 عاماً. وكانت نسبة 38.0% من القاطنين تحت سن الثامنة عشر، ونسبة 32.0% كانت واقعةً في الفئة العمرية ما بين الخامسة والعشرون حتى والأربعة وأربعون عاماً، ونسبة 14.0% كانت ما بين الخامسة والأربعون حتى الرابعة والستون، ونسبة 16.0% كانت ضمن فئة الخامسة والستون عاماً فما فوق. يوجد لكل 100 أنثى 92.3 ذكر، ويوجد لكل 100 أنثى في الثامنة عشر من عمرها فما فوق 121.4 ذكر.
بلغ متوسط دخل الأسرة في القرية 40,625 دولار، أما متوسط دخل العائلة فبلغ 33,750 دولار. وكان متوسط دخل الذكور 11,563 دولار مقابل 15,000 دولار للإناث. وسجل دخل الفرد الخاص بالقرية 10,009 دولار.

### تعداد عام 2010
بلغ عدد سكان بريستون 28 نسمة بحسب تعداد عام 2010، وبلغ عدد الأسر 13 أسرة وعدد العائلات 9 عائلة مقيمة في القرية. في حين سجلت الكثافة السكانية 466.7 نسمة لكل ميل مربع (180.2/كم2). وبلغ عدد الوحدات السكنية 14 وحدة بمتوسط كثافة قدره 233.3 لكل ميل مربع (90.1/كم2).
وتوزع التركيب العرقي للقرية بنسبة 82.1% من البيض و 14.3% من الأمريكيين الأصليين و 3.6% من عرقين مختلطين أو أكثر.
بلغ عدد الأسر 13 أسرة كانت نسبة 15.4% منها لديها أطفال تحت سن الثامنة عشر تعيش معهم، وبلغت نسبة الأزواج القاطنين مع بعضهم البعض 46.2% من أصل المجموع الكلي للأسر، ونسبة 15.4% من الأسر كان لديها معيلات من الإناث دون وجود شريك، بينما كانت نسبة 7.7% من الأسر لديها معيلون من الذكور دون وجود شريكة وكانت نسبة 30.8% من غير العائلات. تألفت نسبة 23.1% من أصل جميع الأسر من أفراد ونسبة 15.4% كانوا يعيش معهم شخص وحيد يبلغ من العمر 65 عاماً فما فوق. وبلغ متوسط حجم الأسرة المعيشية 2.56، أما متوسط حجم العائلات فبلغ 2.15.
بلغ العمر الوسطي للسكان 50.5 عاماً. وكانت نسبة 10.7% من القاطنين تحت سن الثامنة عشر، وكانت نسبة 3.6% بين الثامنة عشر والأربعة وعشرون عاماً، ونسبة 17.8% كانت واقعةً في الفئة العمرية ما بين الخامسة والعشرون حتى والأربعة وأربعون عاماً، ونسبة 25.1% كانت ما بين الخامسة والأربعون حتى الرابعة والستون، ونسبة 42.9% كانت ضمن فئة الخامسة والستون عاماً فما فوق. وتوزع التركيب الجنسي للسكان بنسبة 60.7% ذكور و39.3% إناث.